# Kaishu Hirano
Kaishu Hirano (平野海祝?, Hirano Kaishu; Murakami, 14 ottobre 2002) è uno snowboarder giapponese, specializzato nell'halfpipe.

## Biografia
Originario di Murakami e attivo in gare FIS dal febbraio 2016, Kaishu Hirano ha debuttato in Coppa del Mondo il 31 gennaio 2020, giungendo 9º nell'halfpipe a Mammoth Mountain. 
In carriera ha preso parte a un'edizione dei Giochi olimpici invernali, e a una dei Campionati mondiali di snowboard. Ha inoltre vinto una medaglia di bronzo ai Winter X Games e una ai Mondiali juniores, oltre ad un argento alle Olimpiadi giovanili.

## Palmarès

### Winter X Games
- 2 medaglie:
  - 2 bronzi (superpipe ad Aspen 2022 e Aspen 2024)

### Mondiali juniores
- 1 medaglia:
  - 1 bronzo (halfpipe a Cardrona 2018)

### Giochi olimpici giovanili
- 1 medaglia:
  - 1 argento (halfpipe a Losanna 2020)

### Coppa del Mondo
- Miglior piazzamento nella Coppa del Mondo di halfpipe: 6º nel 2023
- 2 podi:
  - 2 terzi posti